# Safia mascara
Safia mascara är en fjärilsart som beskrevs av William Schaus 1901. Safia mascara ingår i släktet Safia och familjen nattflyn. Inga underarter finns listade.